# ケルシー (仮装巡洋艦)
ケルシー（Quercy croiseur auxiliaire) は元はバナナ輸送用の貨客船を第二次世界大戦前にフランス海軍に接収されて仮装巡洋艦に改装された艦である。

## 概要
ケルシーはバナナ輸送用の貨客船としてアーミング社がデンマークのBurmeister & Wain造船所に1938年に発注した。建造途中の1939年3月にフランス海軍により仮装巡洋艦「X-21」として徴用され、同海軍の仮装巡洋艦「ケルシー」として1939年10月13日に就役した。艦番号は第二次大戦中に輸送艦として「X-1」に改められた。

## 主砲、その他備砲
本艦は元が貨客船であるために武装を搭載する必要があった。本艦の主砲には「カネー Model 1910 13.9cm（55口径）速射砲」を採用した。その性能は重量39.5kgの砲弾を仰角25度で16,100mまで届かせることができた。 砲身の俯仰能力は仰角25度・俯角7度で、旋回角度は左右160度の旋回角度を持っていた。装填形式は自由角度装填で、発射速度は人力装填のため毎分5～6発であった。これを防楯の付いた単装砲架で7基が搭載された。
対空兵装として「Model 1927 7.5cm（60口径）高角砲」が採用された。この砲はロングセラーで、続く「シュフラン級」と戦利巡洋艦にも搭載された。その性能は重量5.93kgの砲弾を仰角40度で14,100mまで、最大仰角90度で高度8,000mまで届かせることができた。 砲身の俯仰能力は仰角90度・俯角10度で、旋回角度は左右150度の旋回角度を持っていたが実際は遮蔽物に制限された。装填形式は自由角度装填で、発射速度は人力装填のため毎分8～15発であった。これを単装砲架で2基を装備した。
さらに近接防空火器としてオチキス社製の「1933年型 37 mm（50口径）機関砲」を採用した。その性能は重量0.725kgの砲弾を最大仰角45度で7,175mまで、最大仰角80度で最大射高5,000mまで届かせることが出来るこの砲を単装砲架で2基を装備した。砲架の俯仰能力は仰角80度・俯角10度である、旋回角度は360度旋回できたが、実際は上部構造物により射界に制限があった。砲身の俯仰・砲塔の旋回・砲弾の揚弾・装填は主に電力で補助に人力を必要とした。発射速度は毎分32～42発である。さらに近接防空火器として同じくオチキス社製「1929年型 13.2 mm（50口径）機銃」を単装砲架で2基装備した。

## 艦歴

### 就役から第二次世界大戦

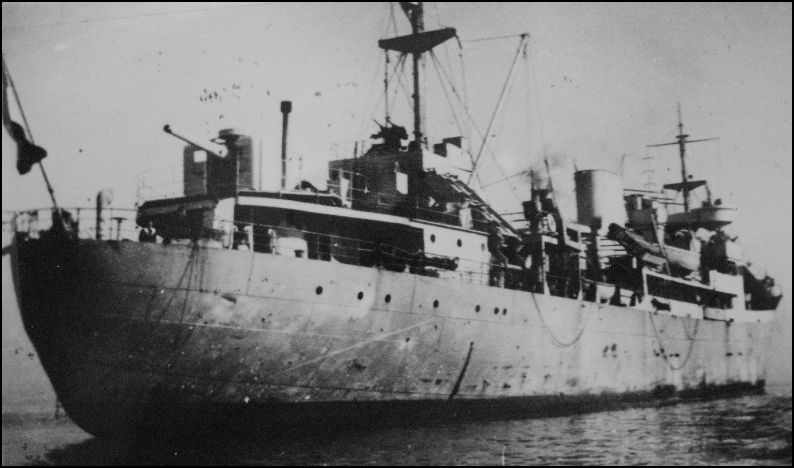
1943年に乾ドックで撮影された艦尾から撮影された「ケルシー」。

就役後の1939年から本艦は1943年1月にダカールにて主砲の13.8cm速射砲2門が撤去されて武装輸送船「X-1として現地の陣地で使用された。
1943年12月から1944年3月までSidi-Abdallahで修理を受けた。ビゼルトにて機関のオーバーホールを受け、この時に新たに2cm機銃が追加された。1944年4月にポーツマスにて新型の無線機を搭載した。同年8月に自由フランス海軍で初めてトゥーロン軍港に入港した。同年10月にトゥーロンにてアメリカ製のレーダーとアンテナを設置した。
1947年1月21日にフランス海軍で除籍。

### 第二次大戦後
第二次大戦後の1947年1月にTransatlantique社に売却。貨物船に戻されてから貨客船「ケルシー」として復帰した1948年から東インド洋向けの航路に就いた。1955年12月に株式会社ボルシア（Volusia）に売却されて船名を「Artic Reefer」に改名された。1965年3月にパナマ運河で座礁、1965年8月に起きた火災によってアラバマ州の造船所に曳航されて解体処分された。 

## 参考図書
- 「世界の艦船 増刊第17集　第2次大戦のフランス軍艦」（海人社）